# Papua meridionale
La Papua Meridionale (o Papua del sud, in indonesiano Papua Selatan) è una provincia dell'Indonesia situata sull'isola della Nuova Guinea. Copre 131.493 km2 e la sua capitale è Merauke.

## Geografia
La provincia è stabilita a sud-est della Papua indonesiana e confina con la Papua Nuova Guinea a est. Confina con il mar degli Alfuri a sud e a ovest e con le province di Papua degli Altipiani a nord e Papua centrale a nord-ovest.

## Storia
Il 30 giugno 2022, il Consiglio di rappresentanza del popolo ha adottato una legge che istituisce tre nuove province, tra cui quella di Papua meridionale, promulgata il 25 luglio. La nuova provincia è stata ufficialmente istituita l'11 novembre 2022.

## Religione
Questa provincia ha un'ampia maggioranza religiosa cattolico-romana tra la sua popolazionde nativa papuana (con un'ampia minoranza protestante), in contrasto con le province confinanti, dove i Protestanti formano una maggioranza e i Cattolici formano significativamente ampie minoranze tra la sua predominante popolazione cristiana. In questa provincia sono presenti anche religioni quali l'islam, il buddhismo, l'induismo e l'animismo/politeismo, sebbene in piccole sacche di popolazione.

## Suddivisione
La provincia è divisa in quattro reggenze:
- Asmat
- Boven Digoel
- Mappi
- Merauke